# Société historique d'Auteuil et de Passy
La Société historique d’Auteuil et de Passy est une société savante qui se consacre à l'histoire des anciens villages d'Auteuil et de Passy, et plus généralement de celle du 16e arrondissement de Paris.

## Historique
Fondée en 1892 , elle a pour objet l'étude du passé de l’arrondissement et la valorisation et protection du patrimoine local.

## Présidents de la Société
| Période     | Identité                    | Qualité                                                                                                   |
| ----------- | --------------------------- | --- |
| 1892-1893   | Paul Meyer                  | Philologue                                                                                                |
| 1893-1901   | Eugène Manuel               | Écrivain, poète                                                                                           |
| 1902-1904   | Auguste Doniol              | Historien                                                                                                 |
| 1911-1913   | Paul Marmottan              | Écrivain d’art et historien                                                                               |
| 1914        | Lucien Augé de Lassus       | Homme de lettres                                                                                          |
| 1920-1921   | Jean Lecomte de Noüy        | Peintre                                                                                                   |
| 1986-2009   | Pierre-Christian Taittinger | Homme politique, sénateur-maire du 16e                                                                    |
| 2010-2020   | Claude Goasguen             | Homme politique                                                                                           |
| Depuis 2020 | Hubert Demory               | Vice-président de la Fédération des sociétés historiques et archéologiques de Paris et de l'Île-de-France |

## Membres illustres

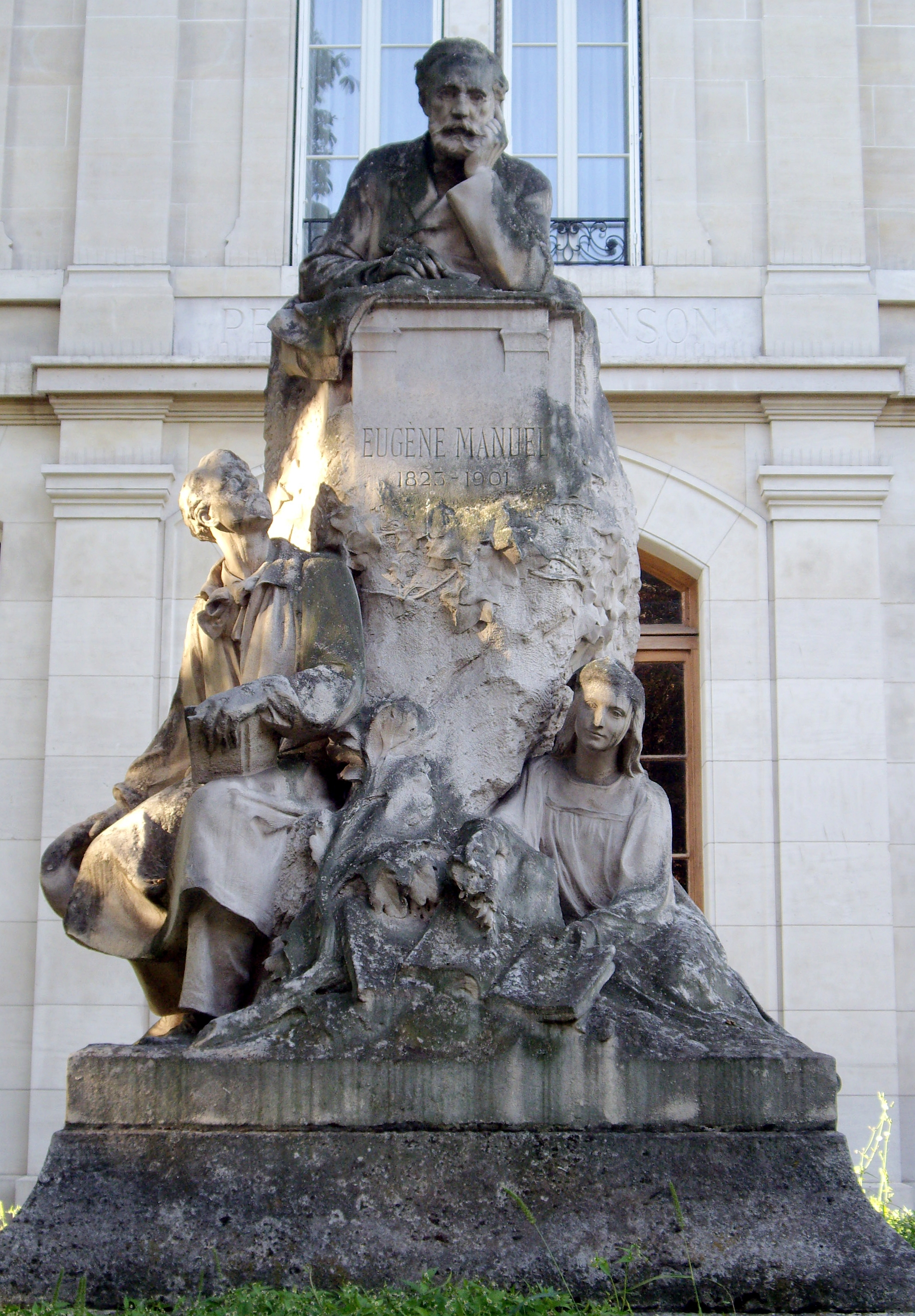
Monument à Eugène Manuel par Gustave Michel devant le lycée Janson-de-Sailly.

Elle a compté parmi ses membres les personnalités suivantes : 
- Xavier Brau de Saint Pol Lias
- Édouard Delessert,
- Paul Doumer,
- Anatole France,
- Hector Guimard[2]...

## Publications
La Société édite chaque année un bulletin. 